# Manele
El mánele (del rumano, donde es la forma plural de manea) es un estilo de música balcánico derivado principalmente de estilos orientales y turcos, considerados por muchos una forma de subcultura. 
El ritmo mánele se impuso entre los géneros musicales más escuchados de Rumania, lo que provocó una campaña para desacreditar este género musical, por parte de las masas y algunos intelectuales, considerándolo inferior a otros géneros musicales, actitud provocada por el uso frecuente de palabras de la jerga romaní, jerga rumana y numerosos errores gramaticales, además de errores de concordancia. Se ha opinado públicamente que las máneles son preferidas por personas simples, en comparación con la música clásica. Al menos en Rumanía, algunas canciones de este género están restringidas para su difusión en televisión, no pudiéndose emitir antes de las 23 horas, debido a su indecencia, lenguaje y forma de influenciar negativamente a los menores de edad. También se ha prohibido en algunas zonas turísticas y a los conductores en transporte público.
Este género está muy extendido en los Balcanes, presente en Bulgaria (chalga), Serbia (conocido como turbo-folk), Albania (tallava) y algunas zonas de Turquía. Su origen se remonta a los cantantes y músicos de las cortes turcas (véase también fanariotas) presentes en Europa durante la época de los eyaletos, que habitualmente provenían de castas gitanas (tomadas en esclavitud o bajo contrato feudal) y habían aprendido ritmos orientales, árabes y griegos (se conoce su existencia al menos desde los anales de Demetrio Cantemir). 
Después de la caída del Imperio Otomano y la formación del Telón de Acero bajo el comunismo, este tipo de música quedó reducido a unos cuantos conocedores; la profesión liberal de artista siendo algo inconcebible entre las dos Guerras Mundiales, las guerras de los Balcanes, la exterminación por los regímenes simpatizantes a Hitler y las deportaciones masivas bajo las dictaduras comunistas (penitencias forzadas en pantanos, etc.).
Además de la época rápida de industrialización iniciada después. Las máneles resurgieron de manera clandestina con contrabandistas que conseguían sobornar lo suficiente como para emigrar al extranjero (trayendo consigo equipos para cantar y grabar, y cintas de música) y se mezcló con la música electrónica que estaba en auge en Alemania (synth-pop). Buena parte del comienzo de esta música se hizo comprando sintetizadores y mezcladoras hechas en el extranjero. Se solía cantar de manera ilegal en bodas y festivales que no se daban a conocer, salvo a los amantes del género. Bajo la clandestinidad, el género cruzó fronteras por toda Yugoslavia, Albania o Bulgaria. Era bastante habitual que los cantantes de mánele normalmente trabajasen como cantantes de música popular que tenía larga difusión, y, por otro lado, sacarse un extra cantando en bodas de manera clandestina.

## Características
Esta corriente musical es una mezcla de la música popular eslava (narodna), rumana (folclórica) y balcánica, música tribal oriental, música balcánica, turca y gitana, con ritmos electropop y synth-pop. Las letras de las canciones tratan generalmente sobre amor, bodas, enemistades, dinero, alcohol, dificultades de la vida y el trabajo en extranjero. Los compositores y cantantes de Mánele también utilizan el término “música oriental”, y consideran su música un género secundario de la música tradicional y popular de los gitanos de la Europa Central y del Este. 
Los músicos tradicionales gitanos rechazan esa visión, y consideran al mánele un género distinto e inferior, pues las diferencias entre el mánele y la música de gitana son muchas y diferenciadoras: la música tradicional gitana se vale de instrumentos clásicos, es tocada, generalmente, por una banda de músicos (taraf de lăutari), utilizan letras de la lírica tradicional, rechaza la idea de mezclar géneros y de usar influencias modernas (aunque acepta mezcla de sus canciones), y suele ser ejecutada en directo; mientras que él mánele emplea instrumentos modernos (pertenecientes a la música electrónica). Sin embargo, existen excepciones, tales como músicos que cantan en vivo, en bodas y con instrumentos tradicionales. En su época de auge, las discográficas importantes rechazaron el género y es muy habitual que el propio cantante tenga su propio distribuidor, estudio de grabaciones y su propio agente de bodas.
Los intérpretes adoptan, por lo general, nombres artístico bastante descabellados, relacionados con apodos del barrio, lugar de nacimiento, o atributos de realeza (el príncipe, el rey, el emperador, etc.), como es el ejemplo de Calu Minune (Caballo Maravilla) o de Adi de Vito (quien toma el apellido de Danny DeVito por su semejanza física con el actor estadounidense). Antes conocido como Adrian Copilul Minune (Adrián, el niño maravilla). Otros ejemplos son: Vali Vijelie (Vali Tormenta), cuyo verdadero nombre verdadero es Valentin Rusu; Florin Fermecatorul, nombre usado anteriormente por Florin Salam; Sorinel Puştiu; Ştefan de la Bărbuleşti; Florin Salam; Jean de la Craiova;  Prinţesa de Aur; Sorin Copilul de Aur.

## Opinión pública
La clase intelectual rumana y buena parte de la población se opone a este movimiento musical. Él mánele es muy popular, especialmente entre los estratos más bajos de la sociedad del antiguo bloque soviético. La mayoría de estos cantantes son héroes que han conseguido salir de la pobreza y del gueto, similar a como está vista la música rap afroamericana en los barrios pobres de Estados Unidos, o el reguetón en la esfera hispana. 
En los canales televisivos aparecen regularmente músicos de este género. Mientras que las emisoras de radio más comerciales no programan mánele, existen muchas emisoras de radio pequeñas o piratas que sí lo hacen. El clímax tuvo lugar en la Nochevieja de 2005, cuando en que casi todas las estaciones de la televisión rumana, a excepción de la televisión nacional, ofrecieron programas animados por cantantes de mánele.
El mánele es criticado por su contenido, que incluye, sobre todo, la jactancia de sus capacidades sexuales, su intelecto ("Doamne cema duce capu", cuya traducción es “Dios mío, qué bien me funciona la cabeza”), la capacidad para atraer a miembros del sexo opuesto (“Tóate gagicile mele”, “todas mis chicas”; “Am gagici top-model”, "tengo chicas modelos"). Algunos cantantes utilizan intencionalmente rimas pobres y repetitivas. Habitualmente la alta tasa de analfabetismo entre los gitanos combinado con las canciones no suele ayudar mucho a la opinión pública y fomenta el rechazo a la integración social de la etnia Roma (gitana).